# Frederick Arthur McKenzie
Frederick Arthur McKenzie (1869 — 1931) foi um correspondente, ativo no início do século XX, que escreveu vários livros sobre os desenvolvimentos geopolíticos da Ásia Oriental.
Frederick nasceu em Quebec e descrevia a si mesmo como "escocês-canadense". Brevemente contribuiu para o jornal britânico Pall Mall Gazette e, em seguida, por vários anos trabalhou para o Daily Mail como itinerante correspondente no Extremo Oriente.

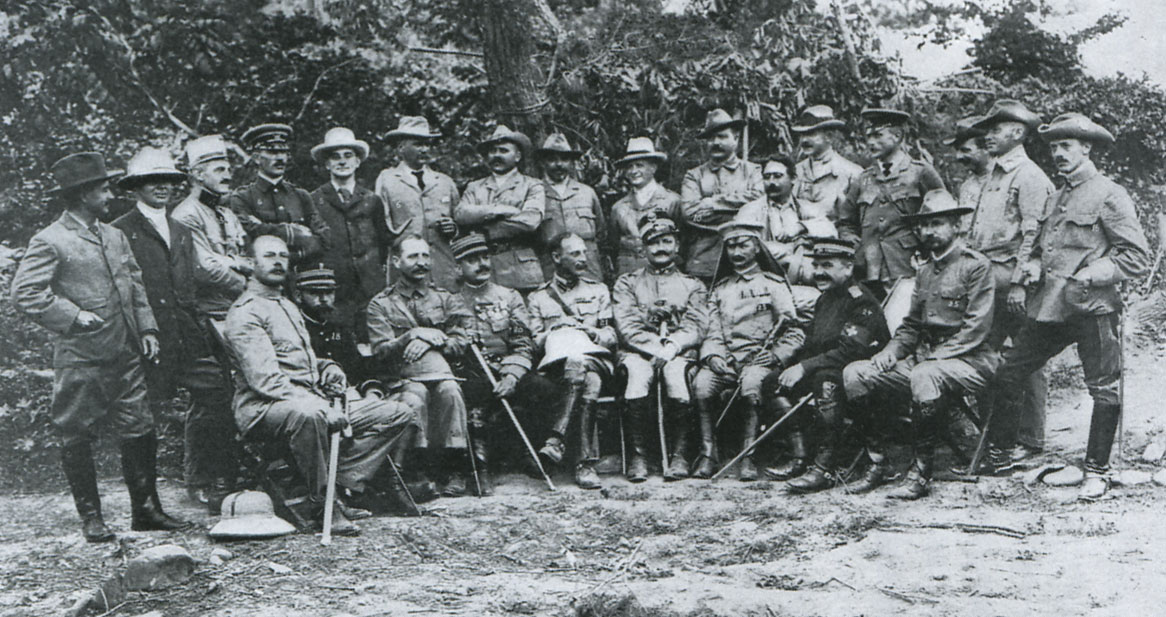
Adidos militares ocidentais e os correspondentes de guerra com as forças japonesas após a batalha de Shaho (1904): 1. Robert Collins; 2. David Fraser; 3. Cap. Francois Dhani; 4. Cap. James Bruce Jardine; 5. Frederick McKenzie; 6. Edward Knight; 7. Charles Victor-Thomas; 8. Oscar Davis; 9. William Maxwell; 10. Robert MacHugh; 11. William Dinwiddie; 12. Frederick Palmer; 13. Cap. Berkeley Vincent; 14. John Bass; 15. Martin Donohoe; 16. Cap. ____;　17. Cap. Carl von Hoffman; 18. ____; 19. ____; 20. ____; 21. Gen. Sr. Ian Hamilton; 22. ____; 23. ____; 24. ____; 25. ____.

## Obras selecionadas
- Sober by act of parliament, 1894
- Paul Kruger: His Life Story, 1899, sobre o Paul Kruger
- The Worst Street in London, Daily Mail. 16 de julho de 1901[4][5]
- American Invaders, 1902[6]
- From Tokyo to Tiflis: Uncensored Letters from the War, Hurst and Blackett, 1905
- The Unveiled East, Hutchinson & Co., Londres, 1907
- The Tragedy of Korea, 1908
- The Colonial Policy of Japan in Korea, 1906
- The Peace Conference - The Claim of the Korean People and NationalPetition, abril de 1919
- Korea's fight for freedom, 1920
- Pussyfoot Johnson: Crusader, Reformer, a Man Among Men, 1920, sobre o William E. Johnson
- The mystery of the Daily mail, 1896-1921, 1921
- Russia before dawn, 1922
- The Russian Crucifixion: The Full Story of the Persecution of Religion Under Bolshevism, 1930 [7]